# Jean de Gennes
Jean Dubois de Gennes, né à Desvres le 16 février 1895, mort le 17 septembre 1929 en mer au large de Tanger au Maroc, est un pilote de chasse de la Première Guerre mondiale. 

## Biographie
Le père de Jean de Gennes, Adolphe de Gennes, fut directeur de l'usine des Ciments français de Desvres. Son grand père, Charles Dubois de Gennes était un écrivain, journaliste et chansonnier.
Mobilisé dans l'infanterie en 1914, il demande et obtient d'être muté dans l'aviation quand son frère André, aviateur, dont l'avion avait été abattu, est fait prisonnier. Il est incorporé dans l'escadrille SPA 57.
Avec cinq victoires homologuées, il obtient la médaille militaire et fait partie des 182 as de la Première Guerre mondiale.
À l'occasion d'une permission, il rencontre Maude Robinson, une Américaine venue avec son automobile pour servir comme ambulancière. Elle avait survécu au naufrage du Lusitania, le 7 mai 1915. Son mari, Elbridge Blish Thompson, un industriel de Seymour, dans l'Indiana, y laissa la vie. Le mariage entre le lieutenant aviateur Jean de Gennes, décoré de la Légion d'honneur et de la croix de guerre, et Maude Robinson fut célébré à Paris le 17 novembre 1917. 
Après la guerre, Jean de Gennes devient pilote à la Compagnie générale aéropostale, où il effectue les liaisons vers l'Amérique du Sud. Le 17 septembre 1929, son appareil, un Latécoère 25-3-R (le no 704) disparaît en mer au large de Larache (Maroc),.

## Carrière militaire
- 42e régiment d'artillerie de campagne, le 25 septembre 1914
- Nommé aspirant, le 24 mars 1915
- Muté au 5e régiment d'artillerie de campagne
- Muté au 12e régiment d'artillerie de campagne
- Brevet de pilote militaire no 5477 obtenu à l'école d'aviation militaire d'Avord, le 25 février 1917
- en groupe des divisions d'entraînement jusqu'au 25 avril 1917
- Pilote de l'escadrille N 57 / SPA 57 du 25 avril 1917 au 21 avril 1919
- Nommé sous-lieutenant, le 2 juin 1918
- Pilote de l'escadrille SPA 68 à partir du 21 avril 1919
- 5 victoires homologuées remportées à la N 57 / SPA 57[5]
- Croix de guerre 1914-1918
- Chevalier de la Légion d'honneur en 1917[6]

## Source
- Joël Rochoy, « Jean Dubois de Gennes, ce pilote desvrois, as de la Première Guerre mondiale », La Voix du Nord, 10 juin 2012